# Mambo No. 5
Mambo No. 5 ist ein Popsong, der 1949 als Mambo- und Jive-Tanzstück von Pérez Prado veröffentlicht wurde. Eine spätere Fassung Prados diente als instrumentale Vorlage für den Song Mambo No. 5 (A Little Bit of …) von Lou Bega, der 1999 zum weltweiten Millionenseller und Sommerhit wurde. Gemessen am Weltumsatz ist Mambo No. 5 eine der erfolgreichsten deutschen Musikproduktionen im Bereich der Popmusik.

## Entstehung
Die Entstehungsgeschichte des Originals begann 1949, als der Mambo-Orchesterleiter Pérez Prado den Song Mambo No. 5 komponierte. Er ist seither als Urheber bei BMI registriert und erhielt hierfür einen BMI-Award. Von Mambo No. 5 kursieren zahlreiche Einspielungen des Original-Interpreten.

Pérez Prado – Mambo No. 5 (blaues Vinyl aus 1950)

Als Prado, der „King of Mambo“, das Instrumentalstück Mambo No. 5 und andere Titel komponierte, war er beim mexikanischen Plattenlabel Mexicana unter Vertrag, einem Tochterlabel des US-Major Labels RCA Records. Letztere schloss dann mit Prado wegen dessen lokalen Erfolges einen Plattenvertrag, um die Veröffentlichungen in den USA zu erleichtern. Prados erste Single für RCA war dann Qué rico el mambo / Mambo No. 5 (RCA 47-3782 und 20-3782). Beide Aufnahmen entstanden am 12. Dezember 1949 (A-Seite) bzw. im November 1949 (B-Seite) in Mexiko-Stadt. 
Diese Single, sowohl als 78 rpm als auch als 45 rpm erhältlich, nahm mit ihren Bläsersektionen und Percussions Nordamerika im Sturm ein und löste dort das Mambo-Fieber aus. Mit der Katalog-Nummer RCA 51-5062 kam im Jahre 1950 noch eine Platte mit blauem Vinyl und den Titeln Mambo No. 5 / Blue Mambo heraus. Prado fand mit seiner Musik eine zunehmende Anhängerschaft in den USA und startete im April 1951 im Puerto Rico Theater in der New Yorker Bronx eine US-Tournee. Dave Barbour nahm mit seinem Orchester als Erster eine Coverversion unter dem Titel The Mambo auf, die im September 1950 Rang 27 in der Pop-Hitparade erreichte.

## Lou-Bega-Version

Lou Bega – Mambo No. 5 (A Little Bit of …) RCA-Version

Der 24-jährige Lou Bega war in der Musikbranche noch unbekannt, als Mambo No. 5 von den Hamburger Repertoire-Managern des amerikanischen Musikverlags Peermusic (Germany) GmbH, der in Hamburg seine Europazentrale hat, aus dem Repertoire ausgesucht wurde. Die Repertoire-Manager analysierten den Fundus ihrer Musikverlage systematisch auf der Suche nach Titeln, deren Musikrichtung auf dem aktuellen Markt wieder Erfolg haben könnte.
Einer dieser Titel war Mambo No. 5, der einem Team um Goar Biesenkamp in die Hände fiel. Biesenkamp, der von 1987 bis 1996 in verschiedenen Funktionen der BMG Ariola tätig gewesen war und 1997 die Musikproduktionsfirma Unicade Music gegründet hatte, setzte sich mit Frank Lio (Achim Kleist) und Donald Fact (Wolfgang von Webenau), beide von Syndicate Musicproduction (u. a. zuständig für Bro’Sis oder No Angels), zusammen. Hinzu kam das Progressive-Plattenlabel Lautstark (Labelcode: LC 2180 / LC 02180), das erst 1997 gegründet worden war und zur BMG-Gruppe gehört. Dessen Artist-Development hatte sich auf „außergewöhnliche“ Talente spezialisiert. Diese Kooperation von Teilen der deutschen Musikindustrie gilt als Entdecker und Entwickler von Lou Bega und seinem Hit.
Pérez Prados Mambo No. 5 erhielt einen Text und eine neue Refrainmelodie von Lou Bega und Christian „Zippy“ Pletschacher. Die Produzenten Frank Lio und Donald Fact sorgten im Münchner Tonstudio (Baldham/Vaterstetten) für den Dance-Stil des ursprünglichen Mambos, von dem Originalteile in die Aufnahme hineingeschnitten (gesamplet) wurden. Da es sich – aus damaliger Sicht – um eine Bearbeitung im urheberrechtlichen Sinne handelte, mussten die Erben Prados als Rechtsnachfolger des Komponisten eine Genehmigung durch den sie vertretenden Musikverlag Peermusic erteilen lassen. Rechtlich umstritten war später, ob Begas Version lediglich eine Coverversion des alten Prado-Stückes oder wegen der Bearbeitungsanteile sogar ein eigenständiges Werk darstellt. Dem BMI zufolge ist Begas Version eigenständig geschützt, allerdings mit Prado zusammen als Mitautor. Auch dieses Werk erhielt einen BMI-Award.

### Veröffentlichung und Verkauf
Mambo No. 5 (A Little Bit of…) erschien im April 1999 in Deutschland und im August 1999 international und wurde im Sommer 1999 zu einem Welthit. In Deutschland belegte die Single elf Wochen die Chartspitze der Singlecharts sowie zehn Wochen die Chartspitze der Airplaycharts. Die Single erhielt für über 1,5 Millionen verkaufte Einheiten eine dreifache Platin-Schallplatte und zählt damit zu den meistverkauften Singles in Deutschland. In über 20 Ländern notierte Mambo No. 5 (A Little Bit of…) als Nummer eins, so etwa in der Schweiz, Österreich, den Niederlanden, Großbritannien, Frankreich, Australien und Kanada. In den USA stieg die Single bis auf Platz drei und auch das zugehörige Album A Little Bit of Mambo erreichte dort Platz drei und Dreifachplatin-Status. Ende Juli 1999 waren allein in Deutschland bereits 1,3 Millionen Singles verkauft, europaweit über 2,2 Millionen. Im Jahr 2000 wurde Bega für diesen Erfolg mit zwei Echos ausgezeichnet. Bis heute wurde die Single gemäß Schallplattenauszeichnungen weltweit mehr als fünf Millionen Mal verkauft.

### Kommerzieller Erfolg

#### Chartplatzierungen
| ChartsChartplatzierungen       | Höchstplatzierung | Wochen |
| ------------------------------ | ----------------- | ------ |
| Deutschland (GfK)              | 1 (28 Wo.)        | 28     |
| Österreich (Ö3)                | 1 (23 Wo.)        | 23     |
| Schweiz (IFPI)                 | 1 (50 Wo.)        | 50     |
| Vereinigte Staaten (Billboard) | 3 (22 Wo.)        | 22     |
| Vereinigtes Königreich (OCC)   | 1 (21 Wo.)        | 21     |

| ChartsJahrescharts (1999)      | Platzierung |
| ------------------------------ | ----------- |
| Deutschland (GfK)              | 1           |
| Österreich (Ö3)                | 1           |
| Schweiz (IFPI)                 | 1           |
| Vereinigte Staaten (Billboard) | 42          |
| Vereinigtes Königreich (OCC)   | 4           |

#### Auszeichnungen für Musikverkäufe
| Land/Region                  | Auszeichnungen für Musikverkäufe (Land/Region, Auszeichnung, Verkäufe) | Verkäufe  |
| ---------------------------- | ---------------------------------------------------------------------- | --------- |
| Australien (ARIA)            | 4× Platin                                                              | 280.000   |
| Belgien (BRMA)               | 3× Platin                                                              | 150.000   |
| Dänemark (IFPI)              | Platin                                                                 | 90.000    |
| Deutschland (BVMI)           | 7× Gold                                                                | 2.100.000 |
| Frankreich (SNEP)            | Diamant                                                                | 750.000   |
| Italien (FIMI)               | Gold                                                                   | 35.000    |
| Mexiko (AMPROFON)            | Gold                                                                   | 75.000    |
| Neuseeland (RMNZ)            | 3× Platin                                                              | 45.000    |
| Niederlande (NVPI)           | Platin                                                                 | 100.000   |
| Österreich (IFPI)            | 2× Platin                                                              | 100.000   |
| Schweden (IFPI)              | 3× Platin                                                              | 90.000    |
| Schweiz (IFPI)               | 2× Platin                                                              | 100.000   |
| Spanien (Promusicae)         | Platin                                                                 | 60.000    |
| Vereinigtes Königreich (BPI) | 3× Platin                                                              | 1.800.000 |
| Insgesamt                    | 3× Gold · 26× Platin · 1× Diamant ·                                    | 5.775.000 |

### Rechtsstreit
Alsbald nach dem Erfolgshöhepunkt kamen bei Goar Biesenkamp erste Zweifel auf, ob Lou Begas Version lediglich eine Bearbeitung von Prados Originalfassung sei oder ob gar Begas Fassung eine eigenständige Komposition darstelle. Bega und „Zippy“ Pletschacher hatten einige Elemente dieses rein instrumentalen Musikstücks mit selbst komponierten Elementen und einem von ihnen verfassten Text verbunden, wobei die relative Gewichtung dieser verschiedenen Elemente im Einzelnen umstritten war. Bereits am 19. November 2001 lag ein erstes musikwissenschaftliches Gutachten vor, welches dem Auftraggeber Biesenkamp/Unicade bestätigte, dass von Prado der Rhythmus und die Harmonien übernommen seien, Bega jedoch durch die Melodie ein eigenes Werk daraus gemacht habe. 
Letztlich zielte der Rechtsstreit darauf ab, Prado und dessen Musikverlag Peermusic (Germany) GmbH die bisher vereinnahmten Tantiemen nachträglich zu entziehen, die Fachkreisen zufolge auf etwa zwei Millionen Euro zu veranschlagen waren. Zwei weitere Gutachten wurden am 11. März 2003 und 1. Oktober 2003 für Biesenkamp angefertigt. Auch sie kamen zu dem Ergebnis, dass es sich bei Begas Version um eine völlig eigenständige Komposition handle, weil sie von Prados Original nur untergeordnete Elemente („Riffs“, aber keine schutzfähigen Melodien) verwende, sodass nur Bega und „Zippy“ als Musikurheber anzusehen seien.
Biesenkamps Musikverlag Unicade Music GmbH trat in der ersten Instanz, dem Landgericht München I, als Kläger gegen den Musikverlag Peermusic (Germany) GmbH an. Während Bega und „Zippy“ Pletschacher die Feststellung begehrten, dass sie gemeinsam die alleinigen Urheber an ihrem Hit Mambo No. 5 seien, der in ihrer Fassung den Namenszusatz „A Little Bit Of …“ trägt, hatte der Hamburger Musikverlag Peer gegenüber der GEMA angegeben, dass es sich nur um eine Werkvariante und damit um eine Bearbeitung der Urfassung ohne eigene urheberrechtliche Schutzfähigkeit handle. Das Landgericht München I gab in seinem Urteil vom 17. November 2004 den Klägern Recht und sah Begas Version als eigenständige Komposition an. Der Sieg der Kläger währte jedoch nicht lange, denn eingelegte Rechtsmittel brachten das Verfahren über das Oberlandesgericht München bis zum Bundesgerichtshof.
Das OLG München hatte in zweiter Instanz auf die Berufung der beklagten Peermusic das Urteil des LG München aufgehoben und die Klage von Unicade Music insgesamt abgewiesen. Das komplexe Verfahren wurde letztinstanzlich vom BGH entschieden. Aus den Urteilen sind interessante Einzelheiten im vorprozessualen Ablauf zu entnehmen. Danach hatte der klagende Biesenkamp (bzw. der ihm gehörende Musikverlag Unicade Music GmbH) dem beklagten Peer Musikverlag mit Schreiben vom 9. Oktober 1998 eine Demo-CD mit einer Aufnahme von Mambo No. 5 (A Little Bit Of …) übersendet und um eine Bearbeitungsgenehmigung hierfür gebeten. 
Damit war Biesenkamp zunächst selbst davon ausgegangen, dass Prados Original lediglich bearbeitet wurde und kein eigenständiges, neues urheberrechtsfähiges Werk entstanden war. Peer hatte die Zustimmung zu der geplanten Produktion mit Bearbeitungsgenehmigung daran geknüpft, dass die urheberrechtlichen Nutzungsrechte für die Neufassung von Mambo No. 5 durch Mambo No. 5 (A Little Bit Of …) bei der Peermusic verbleiben müssten. Deshalb übertrugen Bega und „Zippy“ der Peermusic ein ausschließliches und unbeschränktes Verlagsrecht an dem von ihnen geschaffenen Text des Stückes Mambo No. 5, woraufhin Peermusic die Autoren Bega und „Zippy“ bei der GEMA nachträglich als Subtext-Dichter für die Version Mambo No. 5 (A Little Bit Of …) anmeldete.
Während zwei der drei von den Klägern vorgelegten musikwissenschaftlichen Gutachten eindeutig deren Rechtsposition bestätigten, waren hingegen für den dritten von den Klägern beauftragten Gutachter die übernommenen Elemente so gewichtig, dass Prado als Miturheber anzusehen sei, wobei jedoch die schöpferischen Beiträge von Bega und „Zippy“ derart überwiegen würden, dass diese zu 70 % als Musikurheber anzusehen seien. Das Gutachten im Auftrag der Beklagten kam zu der Schlussfolgerung, dass es sich um eine Coverversion (oder gar nur um eine nachträgliche Betextung) handle. Es könne im Übrigen keine Rede davon sein, dass in dem Musikwerk Mambo No. 5 (A Little Bit Of …) keine musikurheberrechtliche Leistung des Komponisten Pérez Prado mehr enthalten sei. Die von Unicade vorgelegten Gutachten würden der Sachlage nicht gerecht. Stattdessen versucht das Gutachten der beklagten Peermusic, die musikurheberrechtliche Relevanz der in Mambo No. 5 (A Little Bit Of …) enthaltenen Elemente der Prado-Komposition zu belegen. 
Demnach hätten Bega und „Zippy“ daneben nur abhängige Urheberrechte nach § 3 Urhebergesetz erworben; diese seien durch den Vertrag vom 12. Oktober 1999 – mit ausdrücklicher Zustimmung von Unicade – an die beklagte Peermusic übertragen worden. Aus diesem Grunde gelangen sowohl das OLG München als auch der BGH zu dem Ergebnis, dass der Frage, welchem Gutachten zu folgen sei, nicht weiter nachgegangen werden müsse, weil Bega und „Zippy“ ihre – abhängigen – Urheberrechte an Peermusic übertragen hatten. Insgesamt sahen daher weder das OLG München noch der BGH auf irgendeiner rechtlichen Basis Zahlungsansprüche des Klägers bzw. Begas oder „Zippys“ gegen Peermusic, sodass auch keine Ansprüche auf Auskunft oder Rechnungslegung entstanden waren.
Bei diesem Rechtsstreit darf nicht übersehen werden, dass Unicade/Bega/„Zippy“ erst deshalb erhebliche Einnahmen erzielen konnten, weil sie das vorhandene Werk von Pérez Prado als Vorlage genutzt hatten. Die Frage, welches der vier musikwissenschaftlichen Gutachten vorzuziehen ist, und damit die Frage, ob Begas Fassung eine Coverversion oder doch eine eigenständige Komposition darstellt, brauchte vom BGH aus rechtstechnischen Gründen nicht beantwortet zu werden.